# رون یتس
رون یتس (انگلیسی: Ron Yeats؛ زادهٔ ۱۵ نوامبر ۱۹۳۷ – درگذشتهٔ ۶ سپتامبر ۲۰۲۴) بازیکن فوتبال اسکاتلندی بود. او مدافع کلیدی در باشگاه فوتبال داندی یونایتد در اوایل دهه ۱۹۶۰ بود. او سپس یک دهه در لیورپول در سمت کاپیتان تیم گذراند که در اواسط دهه ۱۹۶۰ به سه جایزه قهرمانی رسیدند.

## باشگاهی
از باشگاه‌هایی که در آن بازی کرده‌است می‌توان به باشگاه فوتبال لیورپول، باشگاه فوتبال ترانمره راورز، باشگاه فوتبال داندی یونایتد، باشگاه فوتبال بارو، باشگاه فوتبال استالی‌بریج سلتیک، و باشگاه فوتبال فورمبی اشاره کرد.

## تیم ملی
وی همچنین در تیم ملی فوتبال اسکاتلند بازی کرده‌است.